# 石雲院
石雲院（せきうんいん）は、静岡県牧之原市坂口にある曹洞宗の寺院。山号は龍門山。本尊は釈迦如来。

## 沿革
康正元年（1455年）に、勝間田氏の菩提寺として崇芝性岱（備中洞松寺五世）により開山。
今川氏、武田氏、徳川氏と、有力な大名に庇護されたほか、崇芝が弟子を多く育てたことから全国に800か寺を超える末寺を抱える中本山となった。
崇芝以後は石雲院七哲と呼ばれた弟子たちの門流による輪住が続き、明治7年（1874年）より独住制となった。
- 大空玄虎（伊勢浄眼寺）
- 賢仲繁哲（駿河林叟院）
- 界岩繁越（駿河梅林院）
- 季雲永岳（遠江円成寺）
- 辰応性寅（駿河増善寺）
- 大有良栄（下野元性院）
- 隆渓繁紹（遠江華厳院）

## 特徴
戦災や失火で三回焼失しており、現在の本堂は天保14年（1843年）の再建。
背後に擁する高尾山（開山忌は「高尾まつり」と呼ばれるなど、寺の別称にもなっている）は富士山静岡空港建設のために切り開かれた。空港ターミナルビル東側には「石雲院展望デッキ」がある。

## ギャラリー

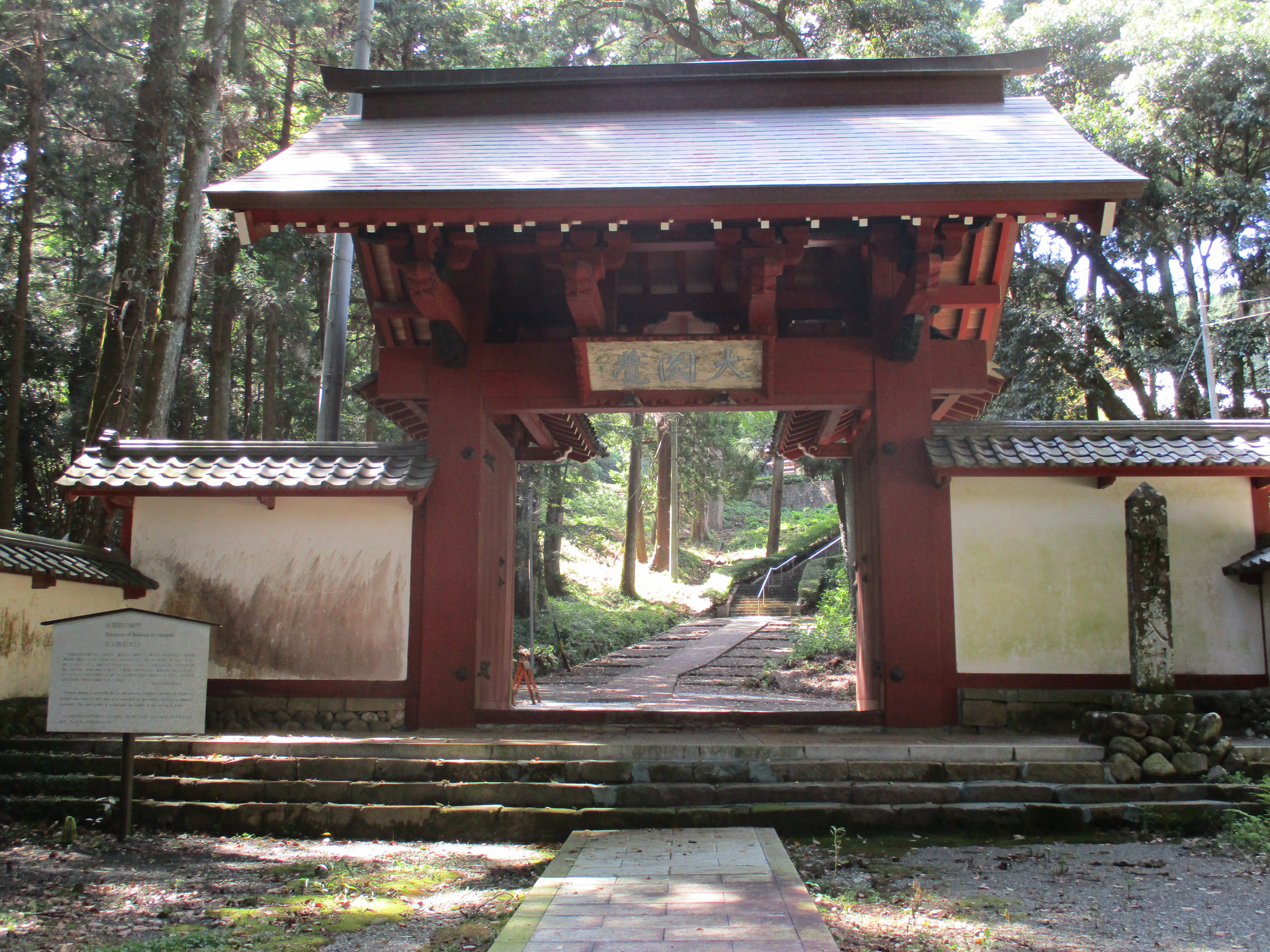
総門
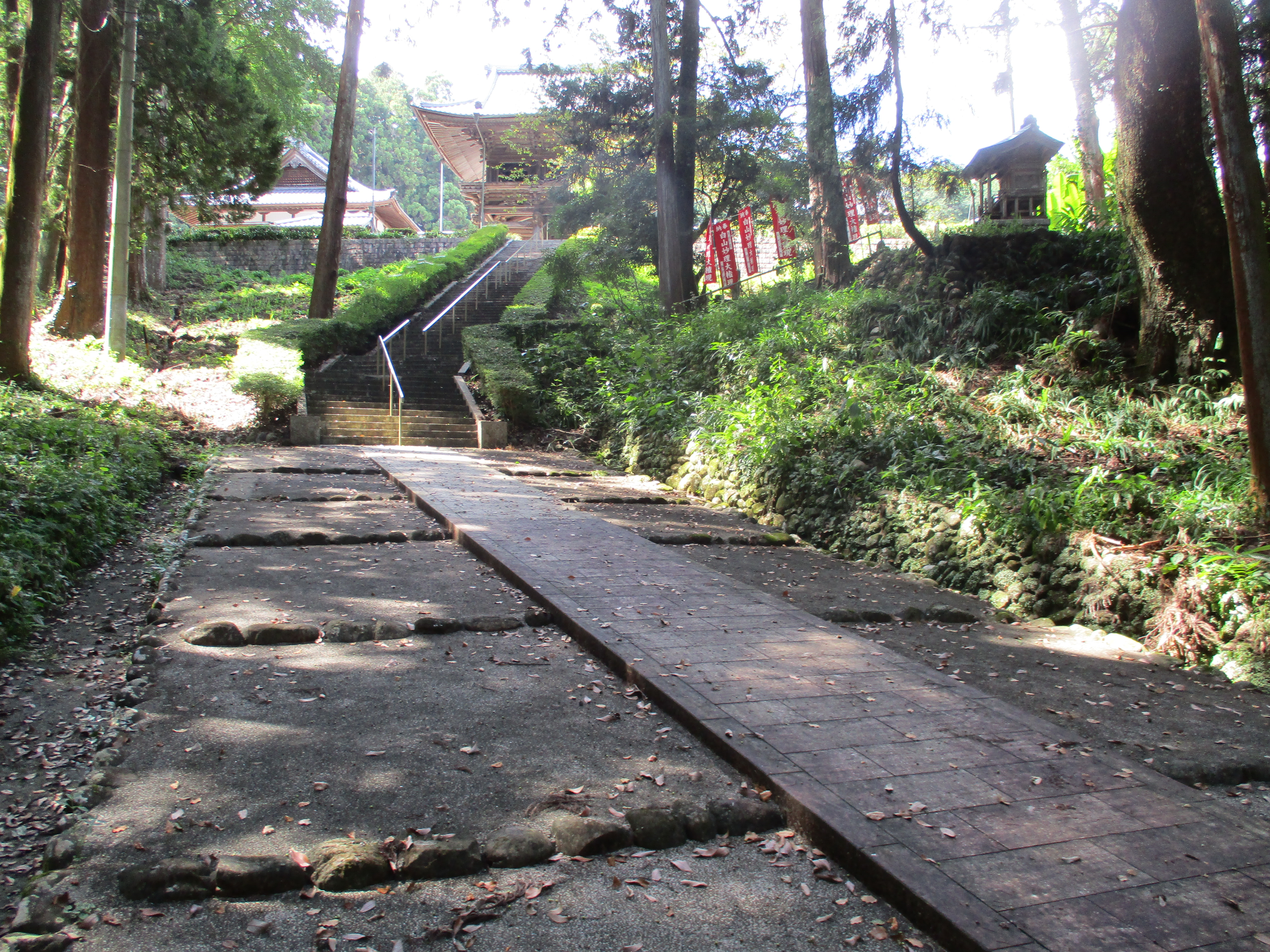
参道
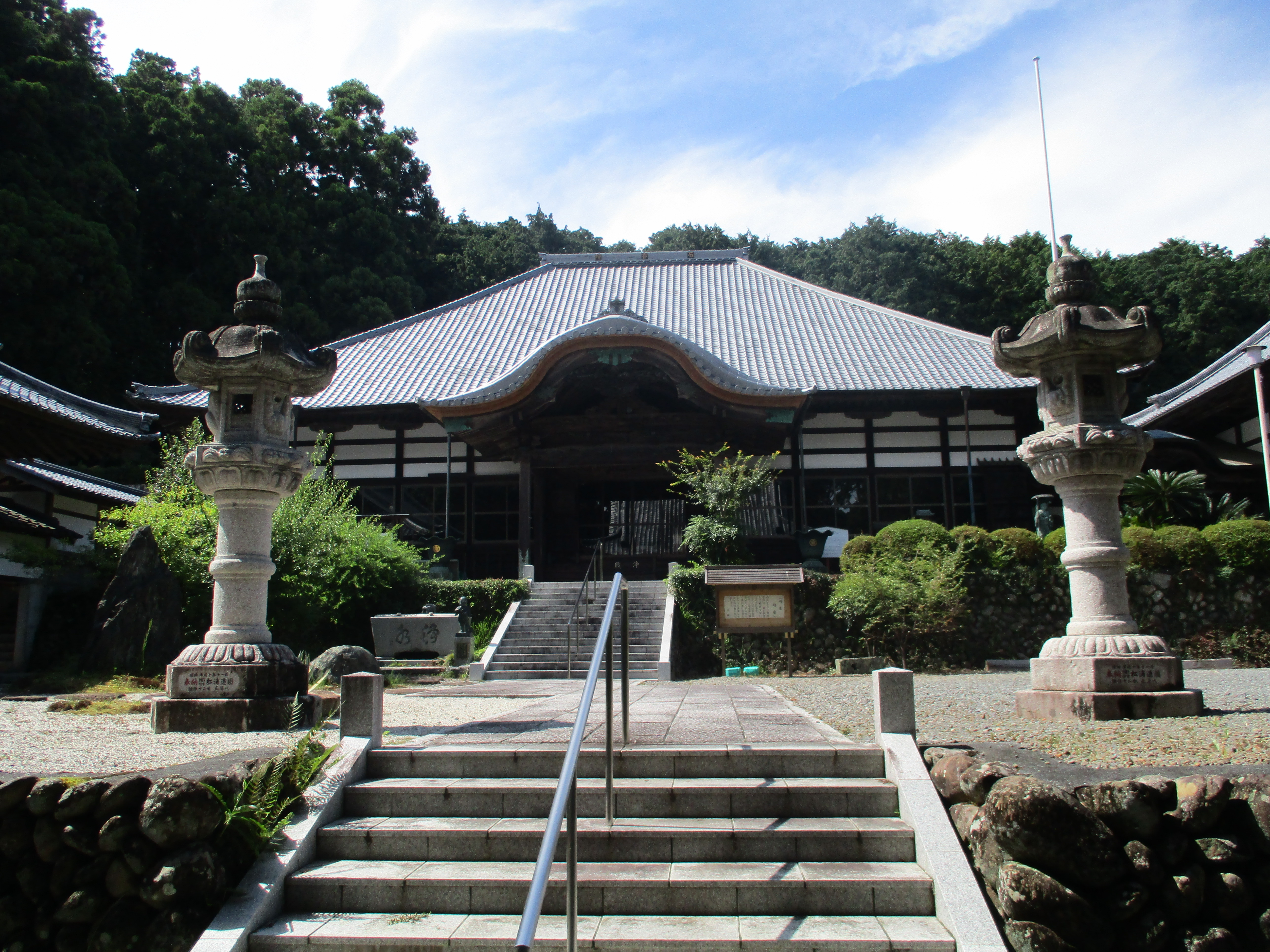
本堂
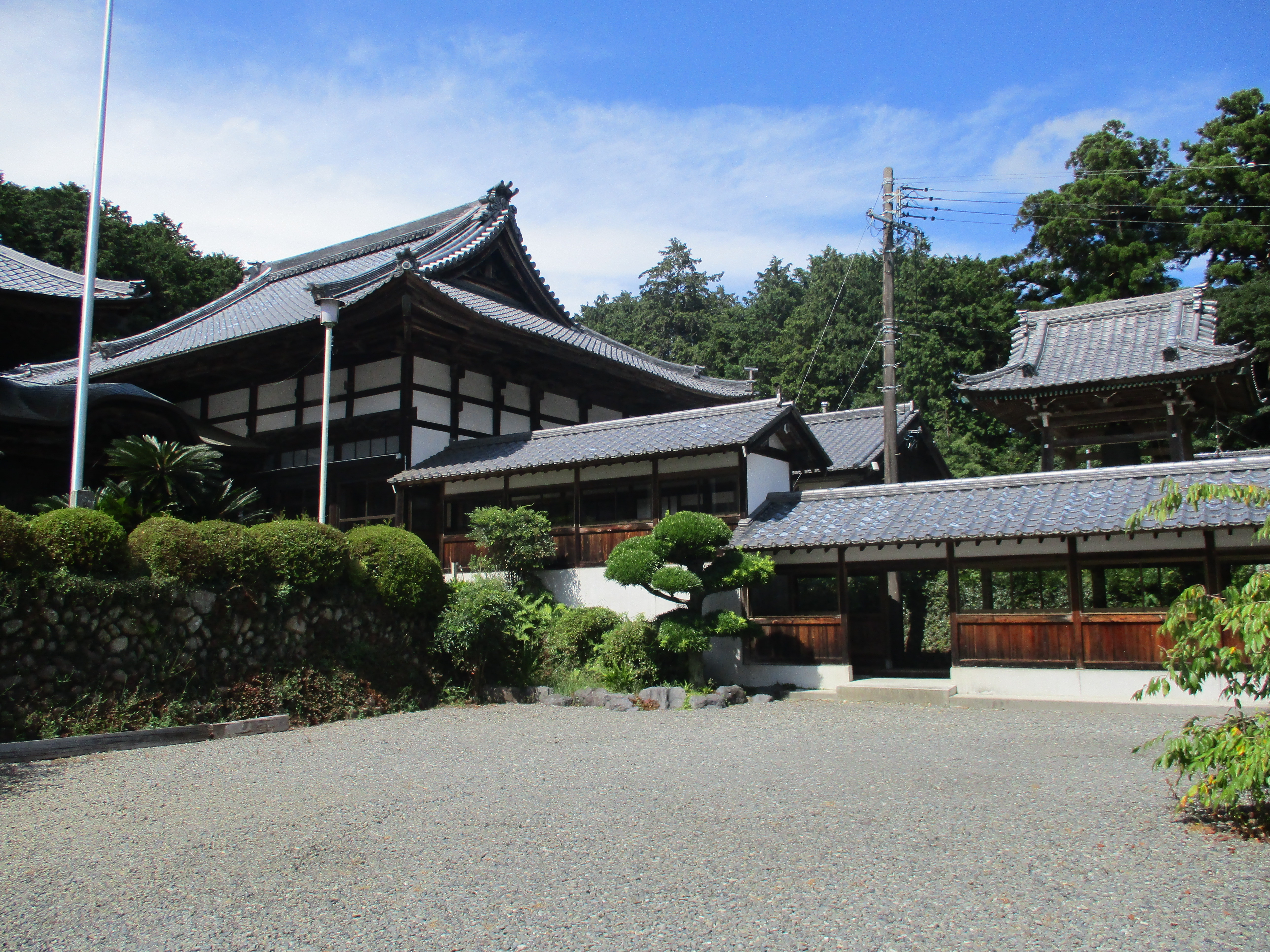
大庫裏と鐘楼
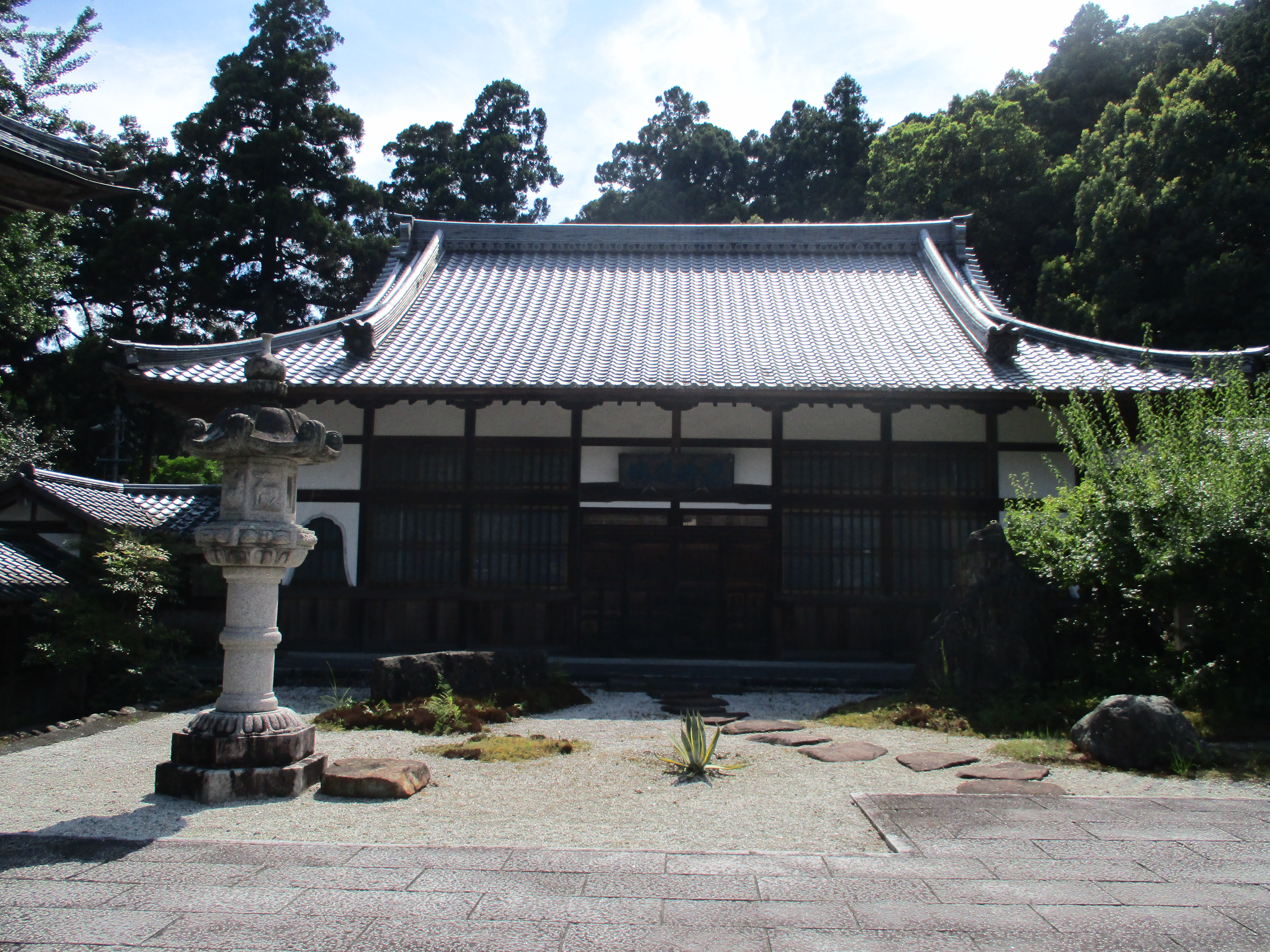
座禅堂